# Rhytiphora antennalis
Rhytiphora antennalis là một loài bọ cánh cứng trong họ Cerambycidae.